# گیتس مک‌فدن

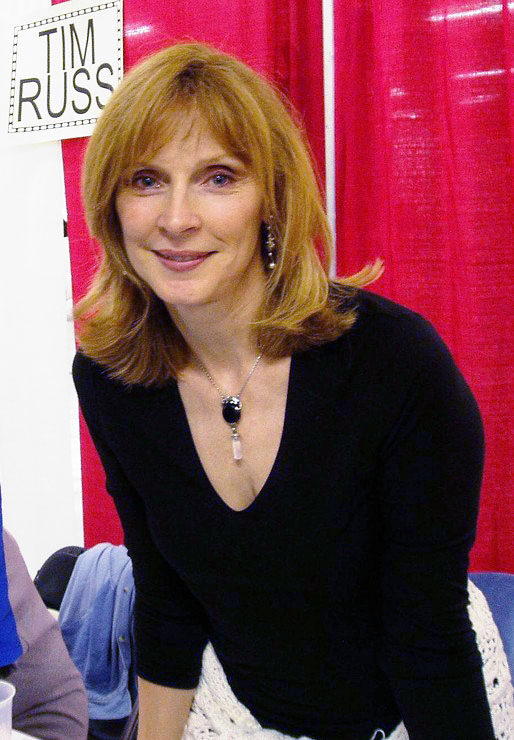

گیتس مک‌فدن (انگلیسی: Gates McFadden؛ زادهٔ ۲ مارس ۱۹۴۹) یک هنرپیشه اهل ایالات متحده آمریکا است. وی از سال ۱۹۸۴ میلادی تاکنون مشغول فعالیت بوده‌است.

## بخشی از فیلمشناسی
از فیلم‌ها یا برنامه‌های تلویزیونی که وی در آن نقش داشته‌است می‌توان به آثار زیر اشاره کرد.
- هزارتو (فیلم ۱۹۸۶) (۱۹۸۶)
- شکار برای اکتبر سرخ (فیلم) (۱۹۹۰)
- مراقبت از تجارت (فیلم) (۱۹۹۰)
- پیشتازان فضا: نسل‌ها (۱۹۹۴)
- پیشتازان فضا: اولین برخورد (۱۹۹۶)
- پیشتازان فضا: شورش (۱۹۹۸)
- پیشتازان فضا: نمسیس (۲۰۰۲)
- کثیف (فیلم ۲۰۰۵) (۲۰۰۵)
- پیشتازان فضا: نسل بعدی (۱۹۸۷–۱۹۸۸; ۱۹۸۹–۱۹۹۴)
- خیال باطل (۱۹۹۳)
- فامیلی گای (۲۰۰۹)
- ان‌سی‌آی‌اس (۲۰۱۷)